# Hemicyclops tanakai
Hemicyclops tanakai is een eenoogkreeftjessoort uit de familie van de Clausidiidae. De wetenschappelijke naam van de soort is voor het eerst geldig gepubliceerd in 2002 door Itoh & Nishida.